# アルネド
アルネド(Arnedo)は、スペイン、ラ・リオハ州の基礎自治体（ムニシピオ）。

## 地理
ラ・リオハ州東部にあり、リオハ・バハ地方に属する。エブロ川の支流シダコス川が流れる谷に位置する。中心地はシダコス川左岸だが、両岸に広がっている。

## 歴史
アルネドに人が定住したのは古代で、新石器時代の遺跡がある。
歴史家はアルネドが、ローマ時代以前にシダコス川沿いにあったサダシア（Sadacia、またはシダシアSidacia）ではないかとしている。しかし現在のアルネドの名はラテン語で『砂の土地』を意味するアレネトゥム（Arenetum）から派生している。これは町が砂質の地盤にあることに由来している。
2世紀から5世紀にかけてのローマ支配時代にはカラオラとヌマンティアとをつなぐ街道が通っていたとみられるが、歴史的にも考古学的にもアルネドに言及されていない。西ゴート王国時代から、サン・ミゲル地区の丘の下に洞窟教会が作られた。
アラブ人に征服されると、町とその境界を見下ろす丘の上に城が築かれた。アラブ人地理学者イドリシによれば、8世紀のアルネドはスペインに26あるアラブの県の1つの中心で、アラブ人の北進およびキリスト教国によるレコンキスタの戦いの要地であったという。
908年から909年にかけ、パンプローナ王サンチョ・ガルセス1世がアルネドを奪還した。1264年、アルネドはカスティーリャ王国に併合されるまでナバラ王国に属した。1654年、フェリペ4世はアルネドにビリャ（町）の地位を与えた。
19世紀にはアルネドに産業が導入され、石鹸工場、蒸留酒工場、皮なめし工房や陶器の窯、印刷業が行われていた。
1931年から1932年にかけ、アルネドの靴工場でレイオフが行われたことに講義するため、社会主義の労働組合である全国労働者組合（es）の支援を受けて労働者たちがストライキを行った。1932年1月5日、広場でデモを行っていた非武装の農民や労働者たちにグアルディア・シビルが発砲、11人が死亡した。グアルディア・シビルはカスティルブランコやカザスビエハスでも、非武装の民衆を狙った同様の事件を起こした。このアルネド事件（es）は、アナーキストや急進左翼共和主義者のシンボルとなった。

## 人口
| アルネドの人口推移 1857－2010                           |
|                                                         |
| 出典:INE（スペイン国立統計局）1900年 - 1991年、1996年 - |

## 姉妹都市
- アンドシリャ、スペイン
- パルトネー、フランス
- エルダ、スペイン
- ファルシア、西サハラ